# Bergische Synagoge

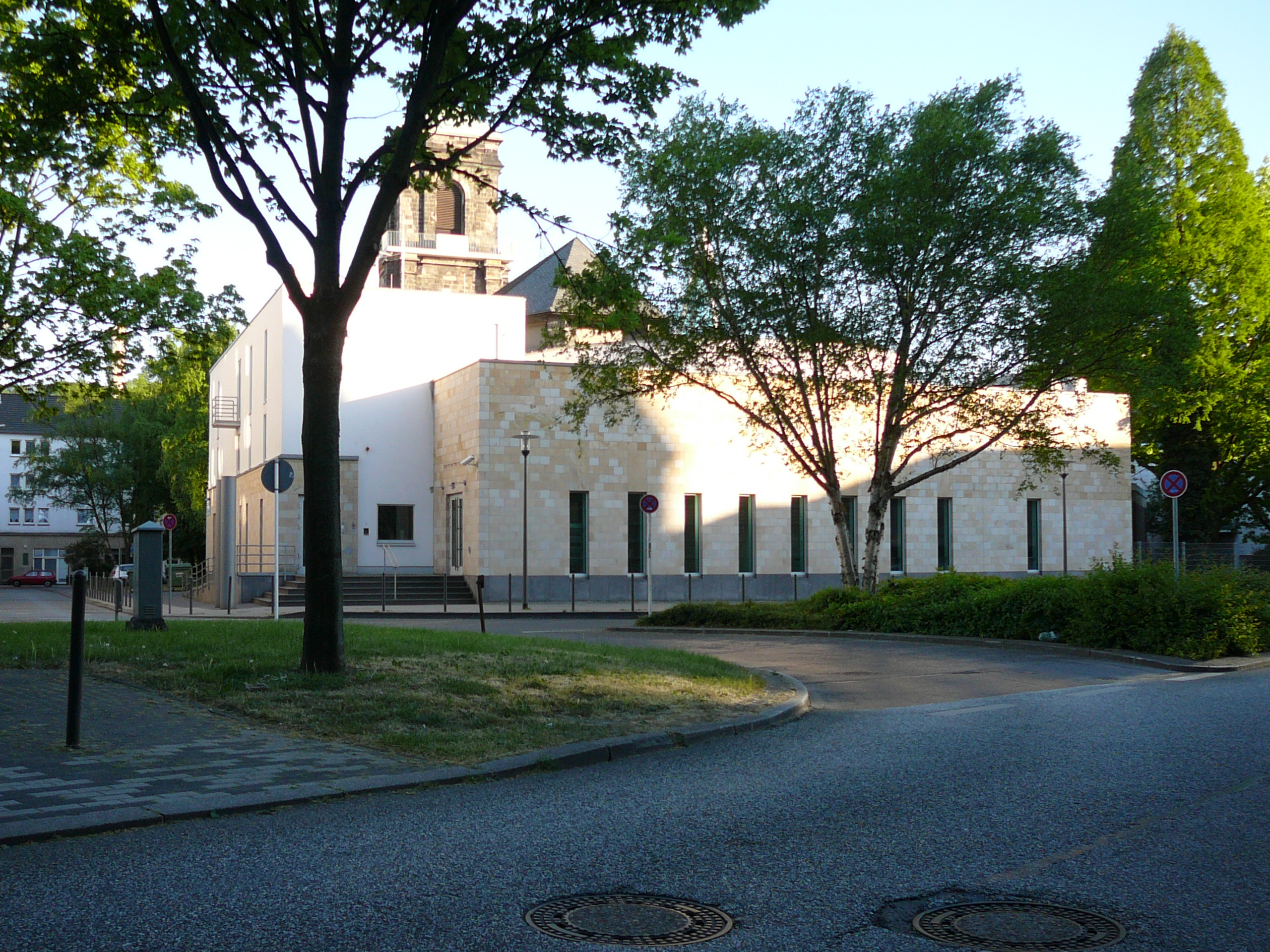
Bergische Synagoge

Die Bergische Synagoge ist das Versammlungs- und Gotteshaus der jüdischen Kultusgemeinde in Wuppertal.

## Geschichte
Nachdem die 1897 nach Plänen von Ludwig Levy fertiggestellte Barmer Synagoge an der Scheurenstraße (heute Zur Scheuren) in der Pogromnacht im November 1938 von den Nationalsozialisten niedergebrannt worden war und in der Folgezeit der NS-Diktatur die jüdische Gemeinde zerschlagen und viele ihrer Mitglieder ermordet worden waren, wuchs die Wuppertaler jüdische Kultusgemeinde in den 1990er-Jahren, vor allem durch den Zuzug so genannter Kontingentflüchtlinge, von 65 auf etwa 2000 Mitglieder. Schnell wurde klar, dass die Gemeinde einer neuen Synagoge bedarf. Auf Initiative der ehemaligen Wuppertaler Oberbürgermeisterin Ursula Kraus kam es 1996 zur Gründung des Freundeskreises Neue Synagoge e.V. zur Förderung des Synagogenneubaus in Barmen. Schon am 10. November 1998 konnte der erste symbolische Spatenstich erfolgen. Das Grundstück zum rund 4,5 Millionen Euro teueren Neubau wurde auf Wunsch der Vereinigten Evangelischen Gemeinde Gemarke in Wuppertal-Barmen von der Evangelischen Kirche im Rheinland zur Verfügung gestellt. Breite Unterstützung zum Neubau einer Synagoge kam auch von den Städten Solingen, Remscheid und Velbert.
Im Oktober 2001 wurde in unmittelbarer Nachbarschaft zur Gemarker Kirche der Grundstein zur neuen Bergischen Synagoge gelegt. In Anwesenheit von Bundespräsident Johannes Rau, des israelischen Staatspräsidenten Mosche Katzav und des Vorsitzenden des Zentralrates der Juden in Deutschland, Paul Spiegel, konnte die Synagoge am 8. Dezember 2002 feierlich geweiht werden. Es war das erste Mal, dass der oberste Vertreter Israels an der Eröffnung einer Synagoge in Deutschland teilnahm.
Markantes Merkzeichen der Bergischen Synagoge, die nach den Plänen der Wuppertaler Architekten Goedeking + Schmidt entstand, sind neben einem gläsernen Turm neun hohe, schmale Fenster, die eine Chanukkia symbolisieren.
Über dem Portal findet sich – wie bereits über dem Haupteingang der zerstörten Barmer Synagoge – ein Wort des Propheten Jesaja im hebräischen Original: ביתי בית תפלה יקרא לכל העמים – Denn mein Haus soll ein Bethaus genannt werden für alle Völker (Jes 56,7). Die Synagoge fasst etwa 300 Personen.
In der Nacht zum 29. Juli 2014 warfen drei Palästinenser mehrere Brandsätze auf die Synagoge. Die Molotowcocktails waren stümperhaft gebaut und richteten daher nur geringen Schaden an. Die Männer wurden wegen versuchter schwerer Brandstiftung  zu 200 Stunden gemeinnütziger Arbeit und Freiheitsstrafen von drei bis 15 Monaten verurteilt, die im Hinblick auf die mehrmonatige Untersuchungshaft und fehlende Anhaltspunkte für eine antisemitische Tat zur Bewährung ausgesetzt wurden.
Dieses Urteil ist rechtskräftig.